# 维莱苏沙拉蒙
维莱苏沙拉蒙（法語：Villers-sous-Chalamont，法語發音：[vilɛʁ su ʃalamɔ̃]）是法国杜省的一个市镇，属于蓬塔利耶区。

## 地理
维莱苏沙拉蒙（46°54'19"N, 6°2'29"E）面积22.18 平方千米，位于法国勃艮第-弗朗什-孔泰大區杜省，该省份为法国东部内陆省份，北起上索恩省，西接汝拉省，东部及东南部与瑞士接壤，东北部与贝尔福地区省接壤。
与维莱苏沙拉蒙接壤的市镇（或旧市镇、城区）包括：布雅耶、阿尔克苏蒙特诺、勒维耶、阿蒙新城、勒米。

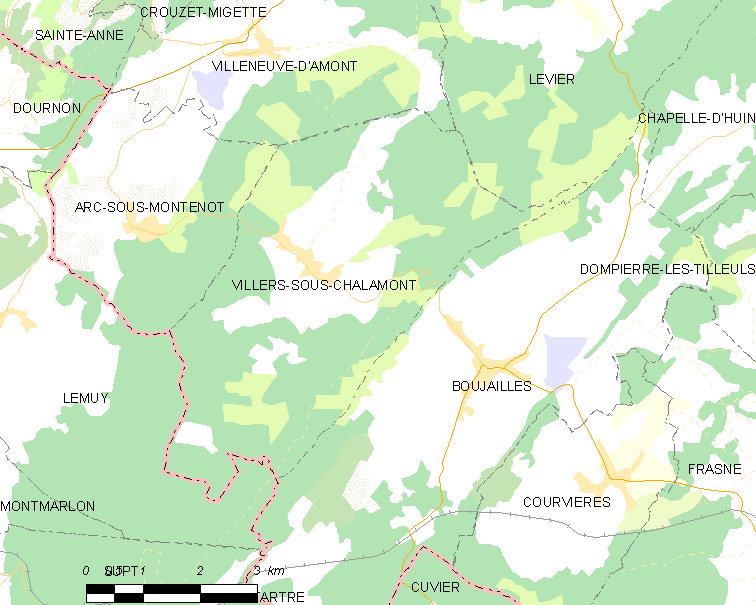
维莱苏沙拉蒙的OSM定位图

维莱苏沙拉蒙的时区为UTC+01:00、UTC+02:00（夏令时）。

## 行政
维莱苏沙拉蒙的邮政编码为25270，INSEE市镇编码为25627。

## 政治
维莱苏沙拉蒙所属的省级选区为弗拉讷县。

## 人口

1962-2008年间维莱苏沙拉蒙人口变化图示

维莱苏沙拉蒙于2022年1月1日时的人口数量为293人。